# Comuna de Koźminek
Koźminek (polaco: Gmina Koźminek) é uma gminy (comuna) na Polónia, na voivodia de Grande Polónia e no condado de Kaliski. A sede do condado é a cidade de Koźminek.
De acordo com os censos de 2004, a comuna tem 7478 habitantes, com uma densidade 84,6 hab/km².

## Área
Estende-se por uma área de 88,43 km², incluindo:
- área agricola: 85%
- área florestal: 10%

## Demografia
Dados de 30 de Junho 2004:
|                      | Total   | Total | Mulheres | Mulheres | Homens  | Homens |
| -------------------- | ------- | ----- | -------- | -------- | ------- | ------ |
|                      | pessoas | %     | pessoas  | %        | pessoas | %      |
| População            | 7478    | 100   | 3725     | 49,8     | 3753    | 50,2   |
| Densidade (pop./km²) | 84,6    | 100   | 42,1     | 42,1     | 42,4    | 42,4   |

De acordo com dados de 2002, o rendimento médio per capita ascendia a 1157,96 zł.

## Subdivisões
- Bogdanów, Chodybki, Dąbrowa, Dębsko, Emilianów, Gać Kaliska, Józefina, Koźminek, Krzyżówki, Ksawerów, Marianów, Młynisko, Moskurnia, Nowy Karolew, Nowy Nakwasin, Osuchów, Oszczeklin, Pietrzyków, Rogal, Smółki, Stary Karolew, Stary Nakwasin, Tymianek, Złotniki.

## Comunas vizinhas
- Ceków-Kolonia, Goszczanów, Lisków, Opatówek, Szczytniki